# Estnischer Fußballpokal 2020/21
Der Estnische Fußballpokal 2020/21 war die 31. Austragung des estnischen Pokalwettbewerbs der Männer. Das Finale fand am 22. Mai 2021 statt.
Pokalsieger wurde der FCI Levadia Tallinn im Finale gegen Titelverteidiger FC Flora Tallinn.

## Teilnehmer
Meistriliiga
- 1. Runde (6 Teams): FC Kuressaare, FCI Levadia Tallinn, Paide Linnameeskond, JK Tallinna Kalev, Tallinna JK Legion, JK Trans Narva
- 2. Runde (4 Teams): FC Flora Tallinn, JK Nõmme Kalju, JK Tammeka Tartu, Viljandi JK Tulevik

Esiliiga
- 1. Runde (5 Teams): FC Elva, FC Flora Tallinn U-21, Kohtla-Järve JK Järve, Maardu Linnameeskond, FC Nõmme United
- 2. Runde (3 Teams): Pärnu JK, JK Vaprus Pärnu, JK Vaprus Vändra

Esiliiga B
- 1. Runde (1 Team): Viimsi JK
- 2. Runde (5 Teams): Keila JK, Läänemaa JK, JK Tallinna Kalev U-21, Tartu JK Welco, JK Tarvas Rakvere

II liiga
- 1. Runde (9 Teams): FC Helios Tartu, FC Infonet Tallinn, FC Jõgeva Wolves, Paide Linnameeskond III, Pärnu JK Poseidon, Põhja-Sakala JK, Põhja-Tallinna JK Volta, Raplamaa JK, FC Tallinn
- 2. Runde (7 Teams): FC Flora Tallinn U-19, Jõgeva SK Noorus-96, FC Kose, Kohtla-Järve JK Järve U-21, JK Piraaja Tallinn, Tallinna JK Legion II, Viljandi JK Tulevik U-21

III liiga
- 1. Runde (11 Teams): FC Äksi Wolves, Anija JK, FC Eston Villa, JK Kernu Kadakas, JK Loo, Märjamaa Kompanii, FC Olympic Olybet Tallinn, Paide Linnameeskond IV, Saku Sporting, Tallinna FC Pocarr, Tallinna FC Zapoos
- 2. Runde (12 Teams): FC Järva-Jaani, FC Hell Hunt, FC Hiiumaa, SK Imavere, FC Lootos Põlva, Lilleküla JK Retro, FC Maardu Aliens, Rumori Calcio, Rummu Dünamo, FC Valga Warrior, FC Vastseliina, FC Zenit Tallinn

IV liiga
- 1. Runde (4 Teams): FC Eston Villa II, FC IGI Maarjamäe, Kristiine JK, Tallinna FC Teleios
- 2. Runde (8 Teams): FC Lelle, Rumori Calcio II, FC Soccernet Tallinn, Tallinna JK Jalgpallihaigla, Tallinna SC ReUnited, FC Tallinna Wolves, FC TransferWise, Viimsi Lõvid

Rahvaliiga
- 1. Runde (10 Teams): AFC Eyjafjallajökull, IBK Here for Beer, FC Kohtla-Nõmme, FC Kohvile, JK Pärnu Sadam, FC Puhkus Mehhikos, JK Metsis, Rasmus Värki Jalgpallikool, FC Sade Sports Solutions, JK Tallinna 32. Keskkool
- 2. Runde (2 Teams): Tallinna FC Maksatransport, Tartu Team Helm

## 1. Runde
Die Auslosung fand am 2. Juli 2020 statt.
| Datum      |                           | Ergebnis              |                            |
| ---------- | ------------------------- | --------------------- | -------------------------- |
| 22.07.2020 | FC Kuressaare             | 18:00                 | Anija JK                   |
| 26.07.2020 | FC Tallinn                | 1:1 n. V. (6:5 i. E.) | FC Elva                    |
| 27.07.2020 | FC Eston Villa            | 2:0                   | Rasmus Värki Jalgpallikool |
| 28.07.2020 | FC Infonet Tallinn        | 5:1                   | FC Helios Tartu            |
| 28.07.2020 | JK Trans Narva            | 4:0                   | Paide Linnameeskond III    |
| 28.07.2020 | Paide Linnameeskond IV    | 1:2                   | Kohtla-Järve JK Järve      |
| 28.07.2020 | Viimsi JK                 | 4:2                   | Kristiine JK               |
| 28.07.2020 | FC Flora Tallinn U-21     | 10:10                 | Tallinna FC Zapoos         |
| 28.07.2020 | Maardu Linnameeskond      | 9:0                   | FC Sade Sports Solutions   |
| 28.07.2020 | Põhja-Sakala JK           | 5:1                   | FC Äksi Wolves             |
| 29.07.2020 | FC Olympic Olybet Tallinn | 1:2                   | Pärnu JK Poseidon          |
| 29.07.2020 | Paide Linnameeskond       | 24:00                 | AFC Eyjafjallajökull       |
| 29.07.2020 | Raplamaa JK               | 0+:- 1                | FC Eston Villa II          |
| 29.07.2020 | Tallinna JK Legion        | 9:0                   | IBK Here for Beer          |
| 29.07.2020 | FCI Levadia Tallinn       | 6:0                   | FC Kohtla-Nõmme            |
| 29.07.2020 | Põhja-Tallinna JK Volta   | 4:2                   | FC Jõgeva Wolves           |
| 29.07.2020 | Tallinna FC Pocarr        | 3:0                   | FC IGI Maarjamäe           |
| 29.07.2020 | FC Kohvile                | 9:0                   | JK Tallinna 32. Keskkool   |
| 31.07.2020 | JK Loo                    | 9:1                   | JK Metsis                  |
| 01.08.2020 | JK Pärnu Sadam            | 8:1                   | FC Puhkus Mehhikos         |
| 02.08.2020 | Märjamaa Kompanii         | 4:1                   | Tallinna FC Teleios        |
| 02.08.2020 | Saku Sporting             | 6:0                   | JK Kernu Kadakas           |
| 12.08.2020 | JK Tallinna Kalev         | 6:3                   | FC Nõmme United            |

## 2. Runde
Die Auslosung fand am 2. Juli 2020 statt.
| Datum      |                            | Ergebnis  |                             |
| ---------- | -------------------------- | --------- | --------------------------- |
| 28.07.2020 | Tartu Team Helm            | 2:1       | JK Tallinna Kalev U-21      |
| 28.07.2020 | FC Zenit Tallinn           | 00:13     | JK Tammeka Tartu            |
| 28.07.2020 | JK Nõmme Kalju             | 8:0       | Rummu Dünamo                |
| 29.07.2020 | SK Imavere                 | 5:1       | FC Valga Warrior            |
| 29.07.2020 | Rumori Calcio II           | 3:0       | FC Lootos Põlva             |
| 02.08.2020 | Viimsi Lõvid               | 0:4       | JK Vaprus Pärnu             |
| 03.08.2020 | Pärnu JK                   | 1:4       | FC Flora Tallinn            |
| 05.08.2020 | Paide Linnameeskond        | 9:0       | Viljandi JK Tulevik U-21    |
| 06.08.2020 | Märjamaa Kompanii          | 4:1       | FC Soccernet Tallinn        |
| 06.08.2020 | Lilleküla JK Retro         | 5:0       | JK Loo                      |
| 11.08.2020 | FC Hiiumaa                 | 3:4       | Keila JK                    |
| 11.08.2020 | Viljandi JK Tulevik        | 0+:- 2    | FC Maardu Aliens            |
| 11.08.2020 | Tallinna FC Maksatransport | 0:6       | Tallinna JK Legion          |
| 11.08.2020 | Viimsi JK                  | 1:2 n. V. | Maardu Linnameeskond        |
| 11.08.2020 | Tallinna FC Pocarr         | 1:0       | Tallinna SC ReUnited        |
| 12.08.2020 | Tartu JK Welco             | 2:1 n. V. | FC Flora Tallinn U-19       |
| 12.08.2020 | Jõgeva SK Noorus-96        | 1:2 n. V. | FC Hell Hunt                |
| 12.08.2020 | Pärnu JK Poseidon          | 0:2       | FC Kose                     |
| 12.08.2020 | JK Vaprus Vändra           | 5:4       | FC Flora Tallinn U-21       |
| 12.08.2020 | Raplamaa JK                | 13:00     | Tallinna JK Jalgpallihaigla |
| 12.08.2020 | FC Vastseliina             | 0:5       | JK Trans Narva              |
| 12.08.2020 | Rumori Calcio              | 2:3       | JK Pärnu Sadam              |
| 12.08.2020 | FC Kohvile                 | 1:3       | JK Piraaja Tallinn          |
| 26.08.2020 | Saku Sporting              | 3:2       | JK Tarvas Rakvere           |
| 26.08.2020 | FC TransferWise            | 00:11     | JK Tallinna Kalev           |
| 26.08.2020 | Tallinna JK Legion II      | 0:4       | FC Tallinn                  |
| 27.08.2020 | FC Infonet Tallinn         | 2:3 n. V. | FC Kuressaare               |
| 02.09.2020 | Põhja-Sakala JK            | 6:1       | FC Lelle                    |
| 02.09.2020 | Läänemaa JK                | 0:2       | FCI Levadia Tallinn         |
| 02.09.2020 | FC Eston Villa             | 6:0       | Kohtla-Järve JK Järve U-21  |
| 03.09.2020 | FC Tallinna Wolves         | 0:3       | Kohtla-Järve JK Järve       |
| 04.09.2020 | Põhja-Tallinna JK Volta    | 4:0       | FC Järva-Jaani              |

## 3. Runde
Die Auslosung fand am 13. August 2020 statt.
| Datum      |                      | Ergebnis              |                         |
| ---------- | -------------------- | --------------------- | ----------------------- |
| 10.09.2020 | Raplamaa JK          | 1:1 n. V. (2:4 i. E.) | FC Hell Hunt            |
| 16.09.2020 | FC Kose              | 0:8                   | Viljandi JK Tulevik     |
| 23.09.2020 | FCI Levadia Tallinn  | 5:0                   | Lilleküla JK Retro      |
| 29.09.2020 | SK Imavere           | 0:3                   | JK Tallinna Kalev       |
| 29.09.2020 | Tartu JK Welco       | 1:6                   | FC Kuressaare           |
| 29.09.2020 | Maardu Linnameeskond | 5:3                   | Keila JK                |
| 29.09.2020 | Märjamaa Kompanii    | 2:1                   | Rumori Calcio II        |
| 30.09.2020 | Tartu Team Helm      | 1:2                   | JK Trans Narva          |
| 30.09.2020 | FC Tallinn           | 2:0                   | JK Vaprus Vändra        |
| 30.09.2020 | Tallinna JK Legion   | 11:00                 | Saku Sporting           |
| 30.09.2020 | Paide Linnameeskond  | 13:00                 | Tallinna FC Pocarr      |
| 08.10.2020 | JK Vaprus Pärnu      | 0:1                   | JK Tammeka Tartu        |
| 13.10.2020 | JK Nõmme Kalju       | 4:0                   | JK Piraaja Tallinn      |
| 14.10.2020 | FC Eston Villa       | 1:1 n. V. (4:3 i. E.) | Põhja-Tallinna JK Volta |
| 21.10.2020 | JK Pärnu Sadam       | 0-:+ 3                | Kohtla-Järve JK Järve   |
| 12.11.2020 | Põhja-Sakala JK      | 0-:+ 3                | FC Flora Tallinn        |

## Achtelfinale
Die Auslosung fand am 2. Oktober 2020 statt.
| Datum      |                     | Ergebnis              |                       |
| ---------- | ------------------- | --------------------- | --------------------- |
| 20.10.2020 | FC Hell Hunt        | 0:4                   | JK Tallinna Kalev     |
| 21.10.2020 | FC Tallinn          | 0:3                   | FCI Levadia Tallinn   |
| 21.10.2020 | Märjamaa Kompanii   | 00:15                 | JK Tammeka Tartu      |
| 28.10.2020 | JK Nõmme Kalju      | 3:0                   | Tallinna JK Legion    |
| 28.10.2020 | FC Eston Villa      | 0:2                   | Maardu Linnameeskond  |
| 04.11.2020 | Paide Linnameeskond | 2:2 n. V. (2:3 i. E.) | Viljandi JK Tulevik   |
| 14.11.2020 | JK Trans Narva      | 3:0                   | Kohtla-Järve JK Järve |
| 23.01.2021 | FC Kuressaare       | 0:4                   | FC Flora Tallinn      |

## Viertelfinale
Die Auslosung fand am 28. Februar 2021 statt.
| Datum      |                     | Ergebnis  |                      |
| ---------- | ------------------- | --------- | -------------------- |
| 09.03.2021 | FC Flora Tallinn    | 2:1       | JK Tammeka Tartu     |
| 10.03.2021 | JK Trans Narva      | 2:1       | JK Tallinna Kalev    |
| 10.03.2021 | FCI Levadia Tallinn | 2:0       | Maardu Linnameeskond |
| 25.03.2021 | JK Nõmme Kalju      | 1:2 n. V. | Viljandi JK Tulevik  |

## Halbfinale
Die Auslosung fand am 17. März 2021 statt.
| Datum      |                     | Ergebnis |                     |
| ---------- | ------------------- | -------- | ------------------- |
| 11.05.2021 | FC Flora Tallinn    | 2:1      | JK Trans Narva      |
| 12.05.2021 | Viljandi JK Tulevik | 0:2      | FCI Levadia Tallinn |

## Finale
| Paarung             | FCI Levadia Tallinn – FC Flora Tallinn |
| Ergebnis            | 1:0 (0:0) |
| Datum               | 22. Mai 2021 |
| Stadion             | A. Le Coq Arena, Tallinn |
| Zuschauer           | 0 |
| Schiedsrichter      | Juri Frischer |
| Tore                | 1:0 Robert Kirss (70.) |
| FCI Levadia Tallinn | Karl Andre Vallner – Ilja Antonov, Anton Tolordava, Wolodymyr Bajenko, Rasmus Peetson – Brent Lepistu – Frank Liivak, Sakaria Beglarischwili, Ihor Schurachowskyj (85. Trevor Elhi), Ernest Agyiri (63. Mark Oliver Roosnuup) – Robert Kirss (78. Strahinja Krstevski). Cheftrainer: Vladimir Vassiljev |
| FC Flora Tallinn    | Matvei Igonen – Michael Lilander, Märten Kuusk, Henrik Pürg, Marco Lukka – Markus Soomets, Martin Miller, Sergei Zenjov (74. Rauno Alliku), Konstantin Vassiljev – Henrik Ojamaa (79. Danil Kuraksin), Rauno Sappinen (83. Sten Reinkort). Cheftrainer: Jürgen Henn                                     |
| Gelbe Karten        | Ilja Antonov, Sakaria Beglarischwili, Brent Lepistu – Henrik Ojamaa, Marco Lukka, Henrik Pürg |